# کنتو یابوچی
کنتو یابوچی (انگلیسی: Kento Yabuuchi؛ زادهٔ ۲۱ ژانویهٔ ۱۹۹۵) بازیکن فوتبال اهل ژاپن است.